# Svenska mästerskapen i jujutsu 2000
Svenska mästerskapen i ju-jutsu 2000 avgjordes i Linköping den 8 april 2000.
Arrangerande förening var  Linköpings Budoklubb. 

## Resultat
| Placering | Namn                | Klubb                |
| --------- | ------------------- | -------------------- |
| Guld      | Pernilla Gunnarsson | Linköpings Budoklubb |
| Silver    | Lisa Björkhem       | Kalmar Budoklubb     |
| Brons     | Linda Enarsson      | Stockholms City JJK  |

| Placering | Namn               | Klubb           |
| --------- | ------------------ | --------------- |
| Guld      | Jessica Tanzilli   | Gävle JJ        |
| Silver    | Frida Mårtensson   | Kraftverket JJA |
| Brons     | Pernilla Andersson | Gävle JJ        |

| Placering | Namn             | Klubb           |
| --------- | ---------------- | --------------- |
| Guld      | Anna Dimberg     | Kraftverket JJA |
| Silver    | Linda Lundmark   | Gävle JJ        |
| Brons     | Marianne Jansson | Kraftverket JJA |

| Placering | Namn                    | Klubb                               |
| --------- | ----------------------- | ----------------------------------- |
| Guld      | Jennie Brolin           | Kraftverket jujutsuakademi, Uppsala |
| Silver    | Åsa Ulfsdotter-Kjellman | Linköpings Budoklubb                |
| Brons     | Maria Engström          | Linköpings Budoklubb                |

| Placering | Namn             | Klubb                |
| --------- | ---------------- | -------------------- |
| Guld      | Ashkan Puoya     | Stockholms JJD       |
| Silver    | Hong Vi Luong    | Linköpings Budoklubb |
| Brons     | Jens Friesendorf | Nacka JJK            |

| Placering | Namn            | Klubb            |
| --------- | --------------- | ---------------- |
| Guld      | Raymond Matocka | Kalmar Budoklubb |
| Silver    | Ralf Carneborn  | Nacka JJK        |
| Brons     | Marcus Thuren   | Kraftverket JJA  |

| Placering | Namn            | Klubb                |
| --------- | --------------- | -------------------- |
| Guld      | Jonny Nilsson   | Linköpings Budoklubb |
| Silver    | Johan Ingholt   | Nybro KC             |
| Brons     | Christer Öqvist | Umeå Budoklubb       |

| Placering | Namn             | Klubb           |
| --------- | ---------------- | --------------- |
| Guld      | Ricard Carneborn | Nacka JJK       |
| Silver    | Erik Bolund      | Kraftverket JJA |
| Brons     | Jacob Eriksson   | BK Hiyama       |

| Placering | Namn            | Klubb                               |
| --------- | --------------- | ----------------------------------- |
| Guld      | Mikael Mattsson | Kraftverket jujutsuakademi, Uppsala |
| Silver    | Johnny Tveit    | Södertälje JJK                      |
| Brons     | Erik Jansson    | Gävle JJ                            |

| Placering | Namn             | Klubb          |
| --------- | ---------------- | -------------- |
| Guld      | Sascha Petrovic  | Stockholms JJD |
| Silver    | Mattias Forsberg | Högdalens BK   |

| Placering | Namn                            | Klubb               |
| --------- | ------------------------------- | ------------------- |
| Guld      | Isabelle Sarfati / Karen Pacull | Högdalens Budoklubb |
| Silver    | Helena Grip / Birgitta Jonsson  | Umeå Budoklubb      |

| Placering | Namn                                    | Klubb                |
| --------- | --------------------------------------- | -------------------- |
| Guld      | Kristoffer Isacsson / Stefan Johansson  | Linköpings Budoklubb |
| Silver    | Kenneth Linnarkrantz / Thomas Andersson | Linköpings Budoklubb |
| Brons     | Magnus Arvidsson / Samir Sörensen       | Umeå Budoklubb       |